# Anaretella
Anaretella is een muggengeslacht uit de familie van de galmuggen (Cecidomyiidae).

## Soorten
- A. defecta (Winnertz, 1870)
- A. iola Pritchard, 1951
- A. spiraeina (Felt, 1907)